# Viola bastarda

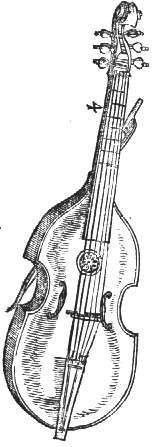
Ilustración que representa una viola-lira o viola bastarda.

La viola bastarda es un instrumento de cuerda de la familia de la viola da gamba. Solía tener seis cuerdas y su caja de resonancia era de un tamaño algo menor que el de la viola da gamba bajo, pero mayor que el de la tenor. Tuvo gran popularidad en la Inglaterra de los siglos XVI y XVII, como instrumento doméstico. Se afinaba de muy diferentes modos (la hoy llamada scordatura); la lectura de su música era facilitada escribiendo el repertorio en tablatura.